# アドルフ・ヨハン1世 (プファルツ＝クレーブルク公)
アドルフ・ヨハン1世（Adolf Johann I., 1629年4月20日 - 1689年6月18日）は、プファルツ＝クレーブルク公。ヨハン・カジミールとスウェーデン王カール9世の娘カタリーナの次男。スウェーデン王カール10世の弟。
1652年の父の死後、プファルツ＝クレーブルク公は兄が継いだが、1654年、従妹のスウェーデン女王クリスティーナが退位、兄が王位を継ぎ、プファルツ＝クレーブルク公を兄から譲られた。

## 子女
1649年にブラーエ伯ペーターの娘エルゼ・ベアテ・ブラーエ（1629年 - 1653年）と結婚、1子を儲けた。
- グスタフ・アドルフ（1652年）

1661年にブラーエ伯ニコラスの娘エリーザベト・ブラーエ（1632年 - 1689年）と再婚、8子を儲けた。
- カタリーナ（1661年 - 1720年） - クリストフ・ユレンシェーナと結婚。
- マリア・エリーザベト・ルイーゼ（1663年 - 1748年） - クリストフ・ゴットロープ・フォン・ゲルスドルフと結婚。
- カール・ヨハン（1664年）
- ヨハン・カジミール（1665年 - 1666年）
- アドルフ・ヨハン2世（1666年 - 1701年） - プファルツ＝クレーブルク公
- グスタフ・カジミール（1667年 - 1669年）
- クリスティーネ・マグダレーネ（1669年 - 1670年）
- グスタフ・ザムエル・レオポルト（1670年 - 1731年） - プファルツ＝クレーブルク公、プファルツ＝ツヴァイブリュッケン公